# Nauru aux Jeux olympiques d'été de 2016
Nauru participe aux Jeux olympiques d'été de 2016 à Rio de Janeiro.
Comme lors de l'édition précédente, un judoka et un haltérophile portent les couleurs du pays. 

## Haltérophilie
Elson Brechtefeld finit dernier haltérophile classé de la compétition
Hommes
| Athlète           | Compétition   | Arraché  | Arraché | Épaulé-jeté | Épaulé-jeté | Total  | Rang |
| Athlète           | Compétition   | Résultat | Rang    | Résultat    | Rang        | Total  | Rang |
| ----------------- | ------------- | -------- | ------- | ----------- | ----------- | ------ | ---- |
| Elson Brechtefeld | -56 kg hommes | 98 kg    | 17e     | 125 kg      | 15e         | 223 kg | 15e  |

## Judo
| Athlète    | Compétition           | 1/32e de finale     | 1/16e de finale     | 1/8e de finale                   | Quarts de finale    | Demi-finales        | Repêchage 1         | Repêchage 2         | Finale              | Finale  |
| Athlète    | Compétition           | Adversaire Résultat | Adversaire Résultat | Adversaire Résultat              | Adversaire Résultat | Adversaire Résultat | Adversaire Résultat | Adversaire Résultat | Adversaire Résultat | Rang    |
| ---------- | --------------------- | ------------------- | ------------------- | -------------------------------- | ------------------- | ------------------- | ------------------- | ------------------- | ------------------- | ------- |
| Ovini Uera | Moins de 90 kg hommes | Exempt              | Bat James 100 - 000 | Battu par Liparteliani 000 - 100 | Éliminé             | Éliminé             | Éliminé             | Éliminé             | Éliminé             | Éliminé |